# Хойпельцен
Хойпельцен (нем. Heupelzen) — община в Германии, в земле Рейнланд-Пфальц. 
Входит в состав района Альтенкирхен-Вестервальд. Подчиняется управлению Альтенкирхен.  Население составляет 263 человека (на 31 декабря 2010 года). Занимает площадь 2,58 км².
Город подразделяется на 2 городских района.